# ジェームズ・アダムズ
ジェームズ・アダムズ
イギリスの小説、チェラブの主人公。本名、ジェームズ・チョーク。10歳で母親を亡くし最愛の妹ローレンとも別れ施設に入るが当然チェラブ名乗る秘密組織にスカウトされ入部。パートナーのケリー・チャンとともに基礎養成訓練に合格し晴れて一人前のエージェントになる。初めてのミッションにて大活躍をしグレーのTシャツを獲得する。二度目のミッションでは、ケリー・チャン、カイル・ブルーマン、ニコール・エディソンとともに出向く。そこでも命からがら成功を収めた。また、ミッション中に思いを寄せていたケリー・チャンに告白し付き合い始める。
恋愛関係
ケリーとは7巻まで付き合うがデーナとの浮気がばれ別れる。その後10巻まで彼女とは付き合うが9作目でケリーとともに就職体験をすることになり徐々に雪解けが始まる。ケリーはまだジェームズに思いを寄せており、ジェームズも惹かれていた。9巻末ではケリーとキスをしケリーからまた付き合いたいと告白され、「私ももう前より大人だわ。もしもジェームズが……つまりデーナとの関係みたいなことを求めるんだったら」と求愛。熱にうるんだケリーの目を見て心を打たれるが、デーナを愛しているという理由で断ってしまう。デーナがマイケルと浮気をし別れるとケリーもブルースと大喧嘩をし別れてしまう。11巻でケリーと体を寄せ合って一つの新聞を一緒に見るなどしてよりを戻しつつあり、ケリーから「あなたに捨てられたことがどれくらい私を傷つけたかわかってるの？」と問い詰められたがジェームズはケリーへの愛を誓い、また付き合い始めた。
Mission1  スカウト
大泥棒を母に持つジェームズ・チョークは10歳で、かなりの問題児。しかし、ある日母が薬とアルコールの関係で急死。妹ローレンとも別れ寂しく施設で暮らそうというところで同室のカイルと仲良くなる。そうしているうちにチェラブという秘密組織からオファーが来てチェラブに入部。カイルもチェラブの部員と分かりともに頑張っていく。妹ローレンも入部を果たし再開する。その後パートナー、ケリー・チャンとともに基礎養成訓練を受け数々の壁を乗り越え一人前のエージェントになる。
初めてのミッションを受けることとなり先輩のエミリーとともに赴く。そこは共同生活をする集団が舞台で過激な一部の住民をと特定するものだった。監視を続けていき、危険人物であろう人を特定。しかし、チェラブの本部も予想していない殺戮細菌兵器が発見されジェームズも一時命が危なかったが何とか切り抜けられ、細菌によるテロも防がれた。このことはとても評価され、初めてのミッションを大成功で終わらした。
出典:チェラブ　MIssion1,2,3,4,5,6,7,8,9,10(ぽるぷ出版）http://www.holp-pub.co.jp/　、CHERUB Mission11,12,13,14,15,16,17